# سودش بيري
سودش بيري هو منتج أفلام ومخرج وممثل هندي، ولد في 20 يوليو 1959 في الهند.

## وصلات خارجية
- سودش بيري على موقع IMDb (الإنجليزية)
- سودش بيري على موقع قاعدة بيانات الفيلم (الإنجليزية)
- سودش بيري على موقع كينوبويسك (الروسية)